# Henik Luiz de Andrade
Henik Luiz de Andrade (* 8. September 1989 in Astorga), auch einfach nur Henik genannt, ist ein brasilianischer Fußballspieler.

## Karriere
Henik Luiz de Andrade erlernte das Fußballspielen beim Criciúma EC im brasilianischen Criciúma. Hier unterschrieb er 2010 auch seinen ersten Vertrag. Der Verein spielte in der dritten Liga, der Série C. Am Ende der Saison stieg er mit Criciúma in die zweite Liga auf. 2012 wurde er an die brasilianischen Vereine Villa Nova AC und ABC Natal ausgeliehen. Im März 2014 zog es ihn nach Asien. Hier unterschrieb er in Japan einen Vertrag beim FC Gifu. Mit dem Verein aus Gifu spielte er in der zweiten japanischen Liga, der J2 League. Für Gifu absolvierte er 71 Zweitligaspiele und schoss dabei fünf Tore. Nach Vertragsende 2015 war er bis Mitte 2016 vertrags- und vereinslos. Im Juli 2016 nahm ihn der brasilianische Verein Botafogo FC (PB) aus João Pessoa bis Jahresende unter Vertrag. Anfang 2017 kehrte er nach Japan zurück. Hier schloss er sich für ein Jahr seinem ehemaligen Verein Gifu an. 2018 unterzeichnete er einen Vertrag beim Ligakonkurrenten Tochigi SC in Utsunomiya. Für Tochigi stand er 77-mal in der zweiten Liga auf dem Spielfeld. Der Renofa Yamaguchi FC, ein Zweitligist aus Yamaguchi, verpflichtete ihn Anfang Januar 2020. Hier stand er zwei Jahre unter Vertrag. Für Renofa absolvierte er 38 Zweitligaspiele. Im Januar 2022 wechselte er in die dritte Liga, wo er sich seinem ehemaligen Verein FC Gifu anschloss.